# Paul Biya
Paul Biya (Mvomeka'a, 13 febbraio 1933) è un politico camerunese, secondo presidente del Camerun, carica che ricopre a partire dal 1982.
Biya ha percorso una fulminante carriera politica sotto la presidenza di Ahmadou Ahidjo, servendo come Segretario generale della presidenza dal 1968 al 1975 e poi come Primo ministro del Camerun dal 1975 al 1982. Ha assunto la presidenza con le dimissioni di Ahidjo il 6 novembre 1982.

## Biografia

### Famiglia e gioventù
Biya nacque nel villaggio di Mvomeka'a nella provincia del Sud, nell'allora Camerun francese. Cattolico praticante, figlio di catechisti ed ex seminarista, fa parte del gruppo etnico Beti-Pahuin. Dopo gli studi secondari presso il liceo di Yaoundé si iscrisse a Parigi all'Istituto di studi politici di Parigi (Sciences Po), dove si laureò nel 1961 in relazioni internazionali. Nello stesso anno si sposò in Francia con Jeanne-Irène Atyam ed ebbero un figlio, Emmanuel Franck Biya. In seguito alla morte della moglie, avvenuta nel 1992, si è risposato nel 1994 con Chantal Vigouroux (di 36 anni più giovane di lui), con cui ha avuto due figli.

### Ascesa al potere e scontro con Ahidjo
Entrò in politica quando il Camerun ottenne l'indipendenza nel 1960, durante la presidenza di Ahmadou Ahidjo. Dopo aver ricoperto diversi incarichi burocratici, venne nominato Segretario generale della presidenza nel gennaio 1968 e Primo ministro nel giugno 1975. Quattro anni dopo, una legge designò il primo ministro come successore costituzionale del presidente. Ahidjo annunciò le sue inaspettate dimissioni il 4 novembre 1982 e Biya gli succedette come presidente il 6 novembre. Dopo le dimissioni, Ahidjo entrò in conflitto con Biya e tentò di guidare il paese da dietro le quinte, fino a che le pressioni di Biya e dei suoi alleati lo costrinsero a riparare in Francia.
Nel 1984 sopravvisse ad un tentativo di colpo di Stato orchestrato dai musulmani del nord del paese e fomentato da Ahidjo, il quale venne processato e condannato in contumacia alla pena capitale, poi commutata nel carcere a vita. Ahidjo non sconterà la pena e morirà in esilio nel 1989. Nonostante avesse iniziato la sua amministrazione nel segno di un governo più democratico, dopo il golpe Biya si orientò verso una leadership autoritaria, sullo stile del suo predecessore.

### Elezioni presidenziali e critiche

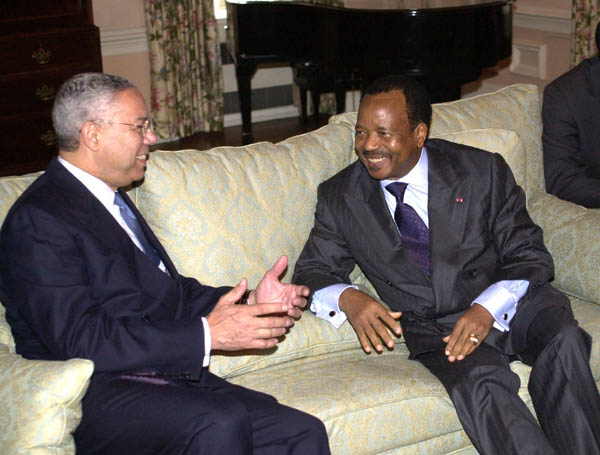
Paul Biya e Colin Powell a New York nel 2002

Riconfermatosi presidente in seguito alle elezioni presidenziali del 1992, le prime multipartitiche, con il 40% dei consensi, si ricandidò alle presidenziali del 1997, boicottate dai principali partiti di opposizione, ottenendo il 92,6% dei voti. Fu riconfermato per altri sette anni in occasione delle presidenziali del 2004, ottenendo ufficialmente il 70,92% dei voti, ma l'opposizione denunciò estesi brogli. Nel 2008 varò una riforma costituzionale per partecipare alle successive elezioni che scatenò violente proteste popolari contro il regime, prontamente sedate dall'esercito. Le presidenziali del 2011 lo confermarono alla guida del paese con il 77,9% dei voti, ma sette candidati contestarono la regolarità dell'elezione. Amnesty International ha accusato Biya di limitare le libertà e commettere violazioni dei diritti umani.
Biya è stato criticato per essere un "uomo forte" ed è talvolta considerato essere lontano dalla gente. È stato criticato fortemente dagli anglofoni (la popolazione di lingua inglese che vive nell'ex Camerun britannico) per averli messi ai margini ed oppressi. L'opposizione più forte proviene da questa regione del Camerun.
In occasione delle presidenziali del 2018 è stato rieletto con il 71% dei voti, ottenendo il suo settimo mandato. L'opposizione ha denunciato intimidazioni a danno degli elettori e brogli, lamentandone anche la frequente presenza all'estero.

## Vita privata
Biya ottenne la cittadinanza naturalizzata francese quando studiò lì, ma in seguito rinunciò alla cittadinanza francese quando tornò in Camerun per ricoprire incarichi governativi.
Nel 1961 sposò Jeanne-Irène Biya, dalla quale non ebbe figli, ma adottò Franck Biya, nato nel 1971 da una relazione tra Biya e la sorella o la nipote di Jeanne-Irène. Franck Biya è visto come un possibile successore del padre nel contesto delle elezioni presidenziali previste per il 2025.
Jeanne-Irène Biya morì il 29 luglio 1992 dopo una breve malattia mentre Paul Biya partecipava a una conferenza all'estero. Si vocifera che lei e diverse persone a lei vicine non siano morte per cause naturali.
Paul Biya sposò Chantal Vigouroux, di 36 anni più giovane di lui, il 23 aprile 1994, e con lei ebbe altri due figli: Paul Jr e Brenda Biya.
Brenda Biya, che è anche un'attivista LGBTQ, ha rivelato pubblicamente la sua relazione omosessuale con la modella brasiliana Layyons Valença il 5 luglio 2024. In seguito ha affermato che sperava che il post avrebbe cambiato le leggi anti-LGBT in Camerun. Tuttavia, ha cancellato il post e ha rotto con Valença dopo che fotografie esplicite di loro sono state pubblicate senza il suo consenso su Internet. Secondo quanto riferito, ha accusato Valença di aver condiviso le fotografie "per l'attenzione dei follower dei social media e persino di estorcere denaro" su TikTok.
Biya è un rosacrociano, e probabilmente faceva parte dell'organizzazione rosacrociana CIRCES, guidata dall'esoterista francese Raymond Bernard. Bernard era anche il suo consigliere personale; Biya gli diede un assegno di diversi milioni di franchi, e diede all'organizzazione stessa 40 milioni di franchi per i servizi di Bernard.

### Salute
A partire dal 2024, è il capo di Stato non monarchico più longevo, essendo al potere dal 30 giugno 1975.  A causa della sua età avanzata, ci sono state continue speculazioni sulla sua salute e sulla potenziale successione. Nell'ottobre 2024, il governo ha respinto le voci sulla sua morte dopo che la sua assenza dagli eventi pubblici dal mese precedente aveva sollevato preoccupazioni. I funzionari hanno chiarito che si trovava a Ginevra ed era in buona salute. Il 9 ottobre, il ministro dell'amministrazione territoriale Paul Atanga Nji ha vietato ai media del paese di discutere della salute del presidente. Il 21 ottobre, Biya è stato mostrato sulla televisione di stato in arrivo all'Aeroporto Internazionale di Yaoundé-Nsimalen dopo il suo ritorno dalla Svizzera.